# غورت
غورت هي قرية في مقاطعة أصفهان، إيران. عدد سكان هذه القرية هو 4,612 في سنة 2006.